# Eiskalte Wut
Eiskalte Wut (Family of Cops) ist ein kanadisch-US-amerikanischer Thriller von Ted Kotcheff aus dem Jahr 1995.

## Handlung
Paul Fein ist Chef der Polizei in seiner Stadt, zwei seiner Söhne sind ebenfalls Polizisten. Die jüngste Tochter Jackie kann sich für keinen Beruf entscheiden. Sie besucht gerne Partys.
Eines Tages wacht Jackie nach einer Party neben der Leiche des ermordeten Geschäftsmanns Adam Novacek auf. Sie wird des Mordes verdächtigt. Ihr Vater und ihre Brüder finden den wahren Täter.
Jackie beschließt, Polizistin zu werden.

## Kritiken
Das Lexikon des internationalen Films befand: „Stereotyp konstruierter Fernsehkrimi ohne psychologischen Tiefgang, der sowohl als Unterhaltungsfilm als auch als zwischenmenschliches Drama versagt.“

## Auszeichnungen
Angela Featherstone wurde im Jahr 1997 für den Gemini Award nominiert.

## Hintergrund
Der Film wurde in Milwaukee, Wisconsin und in Toronto, Ontario gedreht. Es folgten die Fortsetzungen Family of Cops 2 – Der Beichtstuhlmörder (1997) und Family of Cops III (1999), die die letzten Filme mit Charles Bronson sind.